# Грей, Джон де
Джон де Грей (англ. John de Gray; ум. 18 октября 1214, Сен-Жан-д’Анжели, Пуату) — епископ Норвичский (1200—1214), избранный архиепископ Кентерберийский (1205).

## Биография
Джон де Грей считался уроженцем Норфолка, но с большей вероятностью он являлся потомком Анскетеля де Грея (Ansketel de Grai), который владел землёй в Оксфордшире. К 1198 году Джон де Грей состоял в свите принца Джона во Франции, в 1199 и 1200 годах, находясь попеременно в Англии и Франции, исполнял функции главного клерка канцлерства, в том числе скреплял печатью королевские грамоты, а также получил места архидиакона Кливленда (Йоркская епархия) и Глостера.
3 сентября 1200 года избран на Норвичскую епископскую кафедру, 24 сентября рукоположен. В 1203 году сопровождал архиепископа Кентерберийского Хьюберта Уолтера в безрезультатной поездке к королю Франции Филиппу II Августу, а также сохранял важную роль при короле Иоанне, предоставляя ему деньги (в частности, под залог королевских регалий), являлся королевским судьёй, возглавлял северный округ (eyre) в 1202 году.
После смерти в 1205 году архиепископа Кентерберийского Хьюберта Уолтера монахи из причта Кентерберийского собора избрали новым архиепископом своего помощника приора Реджинальда, но король Иоанн Безземельный 11 декабря 1205 года заставил их избрать на вакантную кафедру Джона де Грея. Папа Римский Иннокентий III отклонил его кандидатуру (как и Реджинальда) не позднее 30 марта 1206 года. 17 июня 1207 года Папа рукоположил Стивена Лэнгтона. Король изгнал кентерберийских монахов и конфисковал епископские земли Кентербери, Папа в 1208 году наложил на него интердикт, а в 1209 году отлучил от церкви.
В 1208 году Джон де Грей направлен в Ирландию на должность юстициария (он заменил Мейлера Фитцгенри), и в последующие годы последовательно, в том числе силой, добивался утверждения там английской системы правления, судопроизводства и чеканки монет. В 1213 году привёл из Ирландии рыцарей в Кент для отражения ожидавшегося вторжения французского короля Филиппа II Августа, в том же году участвовал в переговорах с императором Священной Римской империи Оттоном IV, но коалиция против Филиппа Августа потерпела поражение в 1214 году в битве при Бувине.
Джон де Грей стал одним из двух епископов, засвидетельствовавших в 1213 году хартию короля Иоанна Безземельного, которой он передал своё королевство Святому престолу и получил его назад в качестве феода. Джон де Грей также участвовал в процессе урегулирования отношений короля с церковью, в переговорах о выплате компенсаций за причинённый ущерб и возвращении епископов.
20 февраля 1214 года Джон де Грей с согласия папского легата был предложен на кафедру епископа Даремского, но до вступления в должность умер в Сен-Жан-д’Анжели (Пуату) 18 октября 1214 года, похоронен в Нориджском соборе.